# Brett Leonard
Brett Leonard (nascut el 14 de maig de 1959) és un director de cinema, productor i director de cinema nord-americà especialitzat en els gèneres de ciència-ficció i el terror. Algunes de les seves pel·lícules com El tallador de gespa (1992) i Virtuosity (1995) presenten una animació per ordinador i efecte visuals innovadors. El tallador de gespa es considera la primera pel·lícula seminal que presenta "realitat virtual" com a relat d'advertència que es converteix en la pel·lícula independent d'èxit comercial número u de 1992, amb un pressupost de poc menys de 6 milions de dòlars i finalment va guanyar més de 150 milions de dòlars arreu del món.

## Carrera
El treball de Leonard amb el procés IMAX 3D el va diferenciar de la majoria de directors que van adquirir una primera experiència amb aquest mitjà de presentació d'avantguarda dirigint T-Rex: Back to the Cretaceous a IMAX 3D. La pel·lícula es va convertir en la primera pel·lícula d'èxit en 3D amb més de 100 milions de dòlars arreu del món (només a les pantalles IMAX).
Va crear sensació quan va portar la seva Swarm Cam-Fusion Station a The Tonight Show with Jay Leno i, amb el convidat Billy Idol, va implementar una de les primeres retransmissions web en directe de la història. la House of Blues de Los Angeles.
Creative Artists Agency i Intel Corporation el van contractar per dirigir un "espectacle interactiu" d'última generació per a CAA/Intel Media Lab per presentar a la comunitat de Hollywood el "futur de l'entreteniment", digitalitzant l'actor Danny DeVito, i utilitzant animació d'actuació en directe per crear el personatge animat interactiu "Mr. Head", que va guiar el públic/els participants durant l'experiència.
En el gènere de vídeos musicals, Brett va dirigir "Kiss That Frog" de Peter Gabriel, el primer vídeo musical de simulació de moviment amb gràfics per ordinador (CGI) en recórrer el món, convertint-se en l'atracció d'entreteniment temàtica molt popular que li va guanyar un MTV Music Video Award de 1994.
El 2009, Brett va dirigir el documental Hole in the Head: A Life Revealed. Aquest llargmetratge documental explica la història de Vertus Hardiman i nou nens més petits, que assistien a la mateixa escola primària a Lyles Station (Indiana), que l'any 1927 van ser severament irradiats durant un experiment mèdic realitzat a l’hospital comarcal. L'experiment es va tergiversar com una cura recentment desenvolupada per al fong del cuir cabellut conegut com a tinya. En realitat, el fong de la tinya era només l'esquer utilitzat per accedir a nens innocents els pares desprevinguts dels quals signaven cegament els fulls de permís per al tractament. Vertus tenia cinc anys i era el més petit; Després de 20 anys d'amistat amb l'escriptor i productor Wilbert Smith a través del cor de l'església, Vertus explica a Wilbert la seva història, exposant les greus complicacions físiques causades pels experiments. Aquest crim va tenir greus complicacions físiques per a Vertus, és a dir, un cap durament irradiat i malformat, amb un forat real al crani.
El 2012, Brett va formar un nou concepte de cinema musical, anomenat PopFictionLife. Veient la proliferació de petites pantalles d’alta definició a telèfons intel·ligents, tauletes i ordinadors portàtils, les "FragFilms" de PopfictionLife són llargmetratges de llarga durada amb artistes existents, que tenen múltiples "Frags" (fragments) de la pel·lícula que es poden veure, compartir i inserir a les xarxes socials, blocs i pàgines web. L'última pel·lícula de Brett és una PopFictionLife FragFilm anomenada The Other Country - Starring Burlap to Cashmere. La pel·lícula també és protagonitzada per Samantha Lockwood i la guanyadora de America's Next Top Model Nicole Fox.
El 2017, va demanar l'ús del terme "experiència virtual" en lloc de "realitat virtual".

## Filmografia

### Cinema
| Any  | Títol                                           | Director | Guionista | Notes           |
| ---- | ----------------------------------------------- | -------- | --------- | --------------- |
| 1989 | The Dead Pit                                    | Sí       | Sí        | També editor    |
| 1992 | El tallador de gespa                            | Sí       | Sí        |                 |
| 1995 | L'assassí del més enllà                         | Sí       | No        |                 |
| 1995 | Virtuosity                                      | Sí       | No        |                 |
| 1998 | T-Rex: Back to the Cretaceous                   | Sí       | No        |                 |
| 2005 | La natura de la por                             | Sí       | No        |                 |
| 2005 | Feed                                            | Sí       | No        |                 |
| 2007 | Els immortals: L'origen                         | Sí       | No        | telefilm        |
| 2009 | Truth?                                          | Sí       | Sí        |                 |
| 2012 | The Other Country – Starring Burlap to Cashmere | Sí       | Sí        | també productor |
| 2021 | Triumph                                         | Sí       | No        |                 |

### Documentals
| Aby  | Títol                             | Director | Guionista |
| ---- | --------------------------------- | -------- | --------- |
| 1999 | Siegfried & Roy: The Magic Box    | Sí       | Sí        |
| 2009 | Hole in the Head: A Life Revealed | Sí       | Sí        |

Productor
- Texas (2002)
- Take Me to the River (2014)

### Actor
| Any  | Títol                          | Paper                   | Notes           |
| ---- | ------------------------------ | ----------------------- | --------------- |
| 1988 | Killer Klowns from Outer Space | Klown Performer (Jumbo) | Sense acreditar |
| 1989 | The Dead Pit                   | Pacient mental barbut   | Sense acreditar |
| 2005 | La natura de la por            | Val Mayerick            |                 |

### Vídeos musicals
| Any  | Títol                 | Artista                           |
| ---- | --------------------- | --------------------------------- |
| 1990 | "Step Off"            | MC Twist                          |
| 1993 | "Kiss That Frog"      | Peter Gabriel                     |
| 1993 | "Shock to the System" | Billy Idol                        |
| 1993 | "Heroin"              | Billy Idol                        |
| 2003 | "If U Want Me"        | Michael Woods feat. Imogen Bailey |
| 2004 | "Play"                | Peter Gabriel                     |